# Ursus
Ursus es un género de mamíferos carnívoros de la familia de los úrsidos que incluye el oso pardo, el oso negro americano, el oso tibetano y el oso polar. El nombre deriva del latín ursus, que significa oso (que en griego es arctos).

## Especies
Se reconocen las siguientes:
- Ursus americanus (Oso negro americano)
  - Ursus americanus altifrontalis
  - Ursus americanus amblyceps
  - Ursus americanus americanus
  - Ursus americanus californiensis
  - Ursus americanus carlottae
  - Ursus americanus cinnamomum
  - Ursus americanus emmonsii
  - Ursus americanus eremicus
  - Ursus americanus floridanus
  - Ursus americanus hamiltoni
  - Ursus americanus kermodei
  - Ursus americanus luteolus
  - Ursus americanus machetes
  - Ursus americanus perniger
  - Ursus americanus pugnax
  - Ursus americanus vancouveri
- Ursus arctos (Oso pardo)
  - Ursus arctos arctos
  - Ursus arctos alascensis
  - Ursus arctos beringianus
  - Ursus arctos californicus †
  - Ursus arctos collaris
  - Ursus arctos crowtheri †
  - Ursus arctos dalli †
  - Ursus arctos gobiensis
  - Ursus arctos gyas
  - Ursus arctos horribilis
  - Ursus arctos isabellinus
  - Ursus arctos lasiotus
  - Ursus arctos marsicanus
  - Ursus arctos middendorffi
  - Ursus arctos nelsoni †
  - Ursus arctos piscator †?
  - Ursus arctos priscus
  - Ursus arctos pruinosus
  - Ursus arctos pyrenaicus
  - Ursus arctos sitkensis
  - Ursus arctos stikeenensis
  - Ursus arctos syriacus
  - Ursus arctos ungavaesis †
- Ursus maritimus (Oso polar)
  - Ursus maritimus maritimus
- Ursus thibetanus (Oso negro asiático)
  - Ursus thibetanus formosanus
  - Ursus thibetanus gedrosianus
  - Ursus thibetanus japonica
  - Ursus thibetanus laniger
  - Ursus thibetanus mupinensis
  - Ursus thibetanus thibetanus
  - Ursus thibetanus ussuricus

También existe un híbrido entre Ursus arctos y Ursus maritimus, comúnmente llamado "Grolar".

## Úrsidos Prehistóricos
- Ursus abstrusus (4.9–3.6 m. a.)
- Ursus arctos priscus - Subespecie extinta de Ursus arctos
- Ursus arvernensis (3.2–2.5 m. a.)
- Ursus deningeri (0.79–0.12 m. a.)
- Ursus dolinensis
- Ursus dentrificius (2.6–0.12 m. a.)
- Ursus etruscus
- Ursus eogroenlandicus
- Ursus ingressus
- Ursus inopinatus
- Ursus jenaensis
- Ursus labradorensis
- Ursus malayanus (0.13–0.012 m. a.)
- Ursus maritimus tyrannus  - Subespecie extinta de Ursus maritimus
- Ursus minimus (4.2–2.5 m. a.)
- Ursus optimus
- Ursus praemalayanus
- Ursus priscus
- Ursus rossicus
- Ursus sackdillingensis
- Ursus savini
- Ursus spelaeus (2.6–0.012 m. a.)
- Ursus spitzbergensis
- Ursus vitabilis